# Dubeninki (gemeente)
De gemeente Dubeninki is een landgemeente in het Poolse woiwodschap Ermland-Mazurië, in powiat Gołdapski.
De zetel van de gemeente is in Dubeninki.
Op 30 juni 2004 telde de gemeente 3152 inwoners.

## Oppervlakte gegevens
In 2002 bedroeg de totale oppervlakte van gemeente Dubeninki 205,18 km², waarvan:
- agrarisch gebied: 49%
- bossen: 38%

De gemeente beslaat 26,58% van de totale oppervlakte van de powiat.

## Demografie
Stand op 30 juni 2004:
| Omschrijving                   | Totaal | Totaal | Vrouwen | Vrouwen | Mannen | Mannen |
| ------------------------------ | ------ | ------ | ------- | ------- | ------ | ------ |
| eenheid                        | aantal | %      | aantal  | %       | aantal | %      |
| inwoners                       | 3152   | 100    | 1586    | 50,3    | 1566   | 49,7   |
| bevolkingsdichtheid (inw./km²) | 15,4   | 15,4   | 7,7     | 7,7     | 7,6    | 7,6    |

In 2002 bedroeg het gemiddelde inkomen per inwoner 1513,3 zł.

## Administratieve plaatsen (sołectwo)
Będziszewo, Białe Jeziorki, Błąkały, Błędziszki, Budwiecie, Cisówek, Czarne, Degucie, Dubeninki, Kiekskiejmy, Kiepojcie, Lenkupie, Linowo, Maciejowięta, Pluszkiejmy, Przerośl Gołdapska, Rogajny, Skajzgiry, Stańczyki, Żabojady, Żytkiejmy.

## Overige plaatsen
Barcie, Bludzie Małe, Bludzie Wielkie, Boczki, Golubie Małe, Kociołki, Kramnik, Łoje, Łysogóra, Markowo, Marlinowo, Meszno, Orliniec, Ostrowo, Pobłędzie, Przesławki, Rakówek, Redyki, Sumowo, Tuniszki, Wobały, Wysoki Garb, Zawiszyn, Żerdziny.

## Aangrenzende gemeenten
Gołdap, Filipów, Przerośl, Wiżajny. De gemeente grenst aan Rusland.